# Chloe Sullivan
Chloe Anne Sullivan es un personaje ficticio de la serie de televisión Smallville y más recientemente, en las páginas de historietas de Action Comics de la editorial DC Comics, desde el número 892, donde empieza a tener un rol importante en la vida Jimmy Olsen y su futuro en el Daily Planet. Interpretada por Allison Mack desde el primer episodio de la primera temporada. Otras dos actrices han interpretado el papel del personaje en su niñez.
Chloe Sullivan es de los pocos personajes del universo de Superman en no hacer su primera aparición en las historietas. Fue creada exclusivamente para Smallville por sus creadores, Alfred Gough y Miles Millar. Chloe Sullivan también ha aparecido en diversas obras literarias basadas en Smallville, entre las cuales se incluyen novelas para adolescentes y el cómic de Smallville, así como también su propio spin-off online. Este es un personaje totalmente nuevo introducido por los creadores de Smallville dentro de la historia de Superman para ser su proto-Lois Lane en su etapa adolescente. No existe ninguna mención anterior acerca de Chloe ni en los cómics ni en las películas de Superman, aunque ha habido fuertes rumores de que pronto será incorporada a las historietas de este personaje ya que DC Comics compró los derechos del personaje mientras se emitía la tercera temporada de la serie en EE.UU. Como aliciente añadido, en el décimo primer episodio de la tercera temporada, "Delete", se revela que Chloe es prima de la propia Lois Lane (interpretada por Erica Durance), cuando Chloe utiliza el nombre de Lois Lane como seudónimo.
En la serie ella es reportera y editora de La Antorcha, el periódico del instituto de Smallville. Tiene la misma edad que Clark Kent y Lana Lang (interpretados por Tom Welling y Kristin Kreuk). Durante un tiempo Chloe creó y mantuvo el Muro de las Rarezas: una colección de artículos sobre eventos extraños ocurridos en Smallville, la mayoría de ellos relacionados con los efectos mutagénicos provocados por la lluvia de meteoritos que cayó sobre el pueblo cuando Clark Kent llegó desde Kryptón afectando a sus habitantes y otorgándoles poderes sobrehumanos. En algunos de ellos ella misma fue partícipe como víctima o también como investigadora de los mismos junto a Clark. Junto a este se ha enfrentando muchas veces a Lex Luthor (interpretado por Michael Rosenbaum), dueño de la LuthorCorp donde trabaja su padre y un interesado por los fenómenos de los meteoritos, amigo de Clark hasta que diversas desavenencias entre ellos los convierte en acérrimos enemigos. Con el propio Lex, Chloe mantiene una relación escasa y tirante debido en parte a su gran interés por desenmascararlo y que pague por sus manipulaciones, en parte a que su propio padre trabaja en su compañía, lo que la coloca en una insegura posición respecto a los Luthor, tanto con Lex como con su padre Lionel (interpretado por John Glover). Aparte de Clark sus mejores aliados han sido los padres adoptivos de este, Jonathan y Martha Kent (interpretados por John Schneider y Annette O'Toole), en quienes siempre ha confiado y que la han ayudado en todo momento.

## Biografía ficticia
Chloe nació en Metrópolis en Otoño de 1986 (aunque cuando es declarada muerta al final de la tercera temporada y principio de la cuarta en su lápida ponga 1987 esta fecha es errónea dado que Chloe cumplió 18 años en 2004) y se mudó a Smallville cuando estaba en primaria, ya que su padre fue transferido a la planta de LuthorCorp en dicho pueblo. Cuando tenía cinco años su madre Moira abandonó a la familia debido a un colapso nervioso que la llevó a ser internada en una clínica psiquiátrica. En el capítulo 18 de la sexta temporada se descubre que ese colapso se debió a que la madre de Chloe resultó afectada por la lluvia de meteoritos y obtuvo el poder de controlar a una persona con solo tocar algo suyo, provocando accidentalmente que su hija se despellejara las manos al ordenarle lavárselas tras volver ésta un día del colegio.
Amiga de Clark Kent y Pete Ross (interpretado por Sam Jones III) desde octavo curso de primaria, con el tiempo Chloe se enamoró de Clark, pero seria un amor no correspondido, lo que la llevó a tener conflictos con Lana Lang y a sufrir ligeras depresiones debido al amor que Clark profesa desde pequeño por Lana. A pesar de ese golpe emocional ella siguió permaneciendo fiel tanto a Lana como a Clark actuando no solo como amiga si no también como confidente y consejera, posición que se complica a partir de la cuarta temporada al descubrir el secreto de Clark y al tener que ocultárselo al mundo (especialmente a Lana, que paradojas de la vida es su mejor y más íntima amiga).
Cuando cursaba el segundo año de instituto Chloe obtuvo trabajo como interna en el Daily Planet, que le fue otorgado después de que escribió sobre sus experiencias al ser secuestrada y enterrada viva. Al año siguiente obtuvo su propia columna en el diario llamada Los Viajes de Sullivan (Sullivan's Travels) después de hacer un trato con Lionel Luthor.
Después de renunciar a su trato con Lionel y ser expulsada del diario El Planeta, Chloe se une con Lex para descubrir un oscuro secreto de la familia Luthor, e intenta tener algo con Clark aunque se rinde al final, descubre que su amigo Pete está enamorado de ella, y eso la deja muy mal, se hace enemiga de Lionel y este despide a su padre del trabajo y le quita los computadores que dono a la antorcha, es así que tras descubrir un secreto de una clínica, una de las internas le manda mensajes subliminares a su amigos para que la maten, después del juicio de Lionel al descubrir que el mato a sus padres, este pone una bomba en su nueva casa, de la cual se salva gracias a Lex, vive su último año de colegio sabiendo el secreto de Clark y ocultándole que lo sabe, también e descubre que su madre ha estado 15 años en una clínica mental, en la lluvia de meteoritos por un error llega con Clark hasta el ártico y entra en la fortaleza de la soledad.
Más tarde, Chloe ingresó a la Universidad de Metrópolis para estudiar periodismo. Ella siempre sospechó que Clark Kent tenía algo que esconder y finalmente en la cuarta temporada lo descubre cuando Alicia, una afectada por los meteoros con el poder de telentransportarse y enamorada de Clark secuestra a Chloe para tenderle una trampa a este haciéndole creer que van a estrellarse en un accidente de coche. Clark acude al rescate encontrando un coche vacío (Alicia las teletransportó a salvo cerca de allí) y haciendo gala de sus poderes, que Chloe decide callar y mantener en secreto hasta que Clark mismo se los revela. Ahora ella trabaja con él para ayudar a detener el mal y entra en el diario el Planeta por sus propios méritos pero no como antes que siempre tenía una columna ahora tiene que buscar las noticias y así transcurre la 5 temporada, también le ayuda a descifrar símbolos kryptonianos y a descubrir la verdadera identidad de Milton Fine.
En la sexta temporada Chloe descubrirá el amor verdadero a raíz de su relación con Jimmy Olsen (interpretado por Aaron Ashmore), un joven fotógrafo aspirante a periodista recientemente llegado a Metrópolis (pero a quien ya conocía de tiempo atrás) y que también se hará amigo de Clark, aunque ignorando el verdadero origen de este. Más tarde, Chloe descubre que está infectada por la lluvia de meteoritos pero aún no conocía sus habilidades hasta el último capítulo de la sexta temporada, "Phantom", en el que salva de morir a Lois con una de sus lágrimas (puede ser que tenga el poder de revivir), pero al final del capítulo parece que muere.
En el capítulo "Bizarro" (el primero de la séptima temporada) Chloe es declarada muerta cuando Lois Lane la lleva al Smallville Medical Center tras sufrir un grave accidente en la presa Heevel, aunque posteriormente se descubre que sigue viva.
Continua trabajando en el "Daily Planet" hasta que Lex Luthor compra el periódico y la despidió. Para ayudar a Clark para evitar que Lex descubriera todo sobre el "Viajero" y la misión del grupo "Veritas" [al que Lionel Luthor, Virgil Swann, los Teague (los padres de Jason, quien fuera novio de Lana en la cuarta temporada) y los Queen (los padres de Oliver) pertenecían y que escondían un misterioso dispositivo para controlar al "Viajero"] Chloe comenzó a hackear la información de la NASA, por lo que al final de la temporada siete, el Departamento de Seguridad Doméstica de Estados Unidos le siguió la pista y amenazó con arrestarla en caso de continuar infiltrándose en información secreta. Fue atacada por Brainiac cuando este estaba disfrazado como Kara, pero su habilidad de curación provocó que parte de las habilidades de Brainiac quedaran incrustadas en su cerebro. Fue atrapada por personal de Lex Luthor y enviada a Black Creek, una reserva del Nivel 33.1 de Luthorcorp en Montana, creada para encerrar y estudiar a los afectados por la segunda lluvia de meteoros de Smallville. Ahí permaneció cautiva durante cuatro semanas, en las que se le hicieron pruebas que revelaron un repentino desarrollo de habilidades de su cerebro. Más tarde se reveló que su habilidad para curar se perdió, cuanto intentó, fallidamente, salvar a Clark después de ser herido por Green Arrow mientras no tenía poderes ni inmunidad (John Jones, el Martian Manhunter, es quien lo salva, al final).
En la octava temporada, haciendo uso de la tecnología de la Fundación Isis (en ausencia de Lana) y comprometerse con Jimmy, retoma la misión original del proyecto y dedica su tiempo a ayudar a los infectados por los meteoritos que aun quedan en Metrópolis, aunque poco a poco Brainiac comienza a tomar el control. Se hace amiga de Davis Bloome, un paramédico que oculta un oscuro secreto, y se ofrece ayudarlo a descifrar los misterios de su origen. Posteriormente se ve afectada su memoria por el código malicioso de Brainiac quien buscaba contactar al que sirviera como nativo de Doomsday (Davis Bloome). Clark reconstruye la fortaleza y pide a Jor-El su ayuda para recuperar sus recuerdos y solo eliminar aquel del cual conocía sobre su secreto.
En la boda de Chloe y Jimmy, Chloe es raptada por Doomsday y este la lleva a la fortaleza en la cual Chloe se ve poseída totalmente por Brainiac. En el siguiente capítulo titulado Legión, gracias a Clark y a la Legión de Superhéroes que se trasladaron desde el futuro es liberada de Brainiac y recupera el recuerdo del secreto de Clark como si nunca lo hubiera olvidado. Continua trabajando en la fundación Isis, apoyando a Lana desde su corto regreso y tiene una discusión con oliver en donde el le recuerda que ella asesino a un hombre que sabía el secreto de Clark, y cuando clark revela su secreto, ella se entera de que Davis es Doomsday y huye cuando este se transforma la ataca, presublemente la asesina, pero Clark gracias al anillo de la legión vuelve 2 días antes de lo sucedido y es como si nada hubiera pasado.Cuando Jimmy vuelve su relación con Chloe se vuelve ardua por Davis Bloome, pues jimmy lo vio asesinar a alguien pero Chloe prefiere confiar en Davis que en su esposo y este le termina diciéndole que casarse con ella fue un grave error, en su cumpleaños Chloe le pide un deseo a Zatanna para ser Lois pues su prima tiene todo lo que ella siempre soño, después de un día como Lois, Chloe decide dejar el periodismo atrás para siempre e integrarse en la liga de la justicia formada por Oliver bajo el nombre de Watchtower.Chloe y Clark descubren que Davis es Doomsday y que la kryptonita lo puede matar igual que a Clark, pero Chloe no puede hacerlo cuando Davis se va a transformar en la bestia, Chloe activa la kriptonita y aparentemente muere pero se siente muy mal por lo que hizo pues tomo la vida de un hombre por el que sentía algo por la de su mejor amigo, pero Davis no ha muerto y le pide a Chloe que se quede con el que de alguna manera ella calma la bestia que hay en el y Chloe acepta y se hace su cómplice, ocultando sus crimines y mintiéndole a todos, solo por ayudar a Clark, cuando Clark se entera y va a mandar a Davis a la Zona Fantasma Chloe interviene y decide marcharse con Davis y dejar todo atrás en Smallville y volverse la cómplice de un asesino, traicionando la confianza de todos sus amigos en especial a Clark, pero todo por su bien.Tess Mercer envía a infectados por meteoritos a buscarla, pero éstos luego se dan cuenta de que Tess los estaba manipulando, y Clark en la búsqueda pierde sus poderes temporalmente, pero en ese momento Oliver Queen llega y tiene un anillo de kriptonita, torturándolo y obligándolo a devolverle sus poderes a Clark. Chloe y Davis permanece en Edge City y Oliver junto con su equipo los buscan con la intención de matar a Davis. Pero Clark no concuerda con ellos, y se separa del equipo. Gracias a Jimmy descubren el paradero de Chloe y Davis, Oliver y su equipo van en su búsqueda. Clark los va a buscar pero descubre que Oliver ya los atrapo en intentando detener a Oliver este lo ataca con una flecha de kriptonita y se marcha. Jimmy, llega al lugar, ayuda a Clark quitándole la flecha y viendo como sus heridas se regeneran descubriendo que el en realidad es el Borron, Clark le dice que deben salvar a Chloe de Davis. La Liga lleva a Chloe y a Davis a una fábrica para matar a este pero cuando lo van a hacer, Chloe decide utilizar la kryptonita negra que Oliver le robo a Tess para salvar a Davis, pero cuando ya Davis se estaba separando de Doomsday, la bestia los ataca y los deja inconscientes. Jimmy lleva a Chloe y a un inconsciente Davis a un lugar que seria su regalo de bodas y allí le confiesa que sabe lo de Clark y que ahora todo está solucionado, Chloe intenta darle algunas explicaciones sobre lo de Davis pero Jimmy no se lo permite y se besan. Pero en ese momento, Davis despierta y atraviesa a Jimmy con un tubo, Chloe espantada intenta calmar a Davis pero este furioso por la traición de Chloe intenta lastimarla, pero Jimmy con sus últimas fuerzas lo empuja clavándole otro tubo. Chloe intenta ayudar a Jimmy, pero este muere en sus brazos. En el funeral están los padres de Jimmy, Oliver, Dinah y Bart, Oliver se siente culpable por la muerte de Jimmy, Dinah y Bart apoyan a Chloe pero ya no confían en Oliver y se separan de él, Oliver se marcha y Chloe le da la cámara de Jimmy al hermano menor de este diciéndole que tal vez en el futuro siga los pasos de su hermano (Haciendo alusión a que el hermano de Henry James "Jimmy" Olsen será el fotógrafo amigo de Superman y Lois en un futuro), Chloe busca con la mirada a Clark pero no lo ve y se siente aún más triste, pero Clark está alejado en un lugar observando todo. En el lugar en el que Jimmy murió se encuentra Chloe, y Clark aparece, Chloe se alegra de verlo vivo pues no sabía nada del después de la batalla contra Doomsday. Clark le dice que salió de la fábrica antes de la explosión y mira la mancha de sangre en el piso y le dice que debería quemar el lugar o irse sin mirar atrás pues allí murió Jimmy, Chloe dice que allí será la torre de vigilancia de la liga que eso habría querido Jimmy y que él sigue allí. Sin embargo Clark se ve diferente y le dice que por su culpa murió Jimmy y que ha buscado por todas partes pero que no hay rastro de Lois. Chloe le dice que vio su foto en la lista de personas desaparecidas y derrama una lágrima pensando que tal vez también pudo perder a su prima y le dice a Clark que ellos tienen que volver a juntar a la Liga y encontrar a Lois. Clark no quiere y acepta que no es un ser humano ni un héroe, si no un alien. Chloe está atónita con sus palabras y Clark dice: "Clark Kent está muerto", se despide y se marcha desapareciendo antes de atravesar el umbral de la puerta, dejando sola a Chloe más devastada por todo lo que sucedió en ese día.
En la temporada 9 ella comienza un amorío con Oliver, pero según ella no es nada serio, ayudando además a Clark con los Kandorianos volviéndose poco a poco más dependiente de Watchtower, Al paso del tiempo ella comienza a enamorarse en serio de Oliver. Al finalizar la novena temporada Oliver es raptado por el Escuadrón Suicida y ella le confiesa su amor.
Al inicio de la temporada 10, Chloe utiliza el casco de Dr. Fate para que este le muestre la ubicación de Oliver, murmurando este si estaría dispuesta a sacrificar su cordura por el, usándolo de todos modos, mostrándole lo que buscaba. Cuando Clark llega a rescatarla la lleva a Watchtower para darle servicios médicos con el Dr. Emil, esta reacciona, preguntándole Clark si estaba bien, Chloe le dice que no debe preocuparse por ella, revelándole que sabía donde estaba Oliver, también que lo había visto a él y no estaba vestido exactamente de negro, advirtiéndole del incendio en Cadmus Lab, marchándose Clark hacia allá, mientras Chloe se despide de él diciendo "Adiós Clark". Chloe hace un trueque con el escuadrón suicida para liberar a Oliver a cambio de entregarse ella misma, causando supuestamente su muerte con un veneno, pero luego se revela que ella había logrado sobrevivir gracias a un antídoto previo que había tomado. Volverá para estar con Oliver. En la décima temporada aparece en cinco capítulos solamente y en dos flashbacks (Supergirl 10x03 e Icarus 10x11). Regresó para el capítulo 12 de la temporada 10, Collateral, donde tendrá una fuerte y esperada por muchos fanes, relación con el amor de su vida Oliver. Los productores confesaron que la relación seria mucho más sexy que en la temporada anterior.
Finalmente en Fortune, el episodio 15 de la décima temporada, Chloe le dice a Clark que ha creado una identidad para ella apartada de Atalaya (Watchtower),y que su llamado es encontrar héroes y ayudarlos a alcanzar su potencial.Que en sus viajes por el mundo ha conocido a un joven millonario con juguetes de alta tecnología (Batman) y una Mujer en vestido que te captura con su Lazo (Wonder Woman), por lo cual decide mudarse a StarCity como empleada de registro de la ciudad, durante el día, al final regresa para preparar la boda de Lois y Clark. Termina marchándose casada con Oliver.
- Datos: Q860895